# Heteradaeum
Heteradaeum is een geslacht van hooiwagens uit de familie Triaenonychidae.
De wetenschappelijke naam Heteradaeum is voor het eerst geldig gepubliceerd door Lawrence in 1963. 

## Soorten
Heteradaeum is monotypisch en omvat slechts de volgende soort:
- Heteradaeum exiguum